# 게젤샤프트 미트 베슈렝크터 하프퉁
게젤샤프트 미트 베슈렝크터 하프퉁(독일어: Gesellschaft mit beschränkter Haftung [gəˈzɛlʃaft mɪt bəˈʃʁɛŋktɐ ˈhaftʊŋ][*]), 약자 게엠베하(GmbH [geː ʔɛm beː haː][*])는 독일식 유한책임회사이다. 독일, 오스트리아, 스위스 및 다른 독일어권 중앙유럽 국가에 매우 흔한 기업 형태이다. 게엠베하는 기업의 소유자(독일어: Gesellschafter) 개인이 기업의 채무에 대한 책임이 없다는 것이 중요한 특징이다. 게엠베하는 독일 및 오스트리아 법률상 법인격으로 분류된다.

## 같이 보기
- 악티엔게젤샤프트
- 코퍼레이션
- 유한책임회사